# المسيحية في مارتينيك

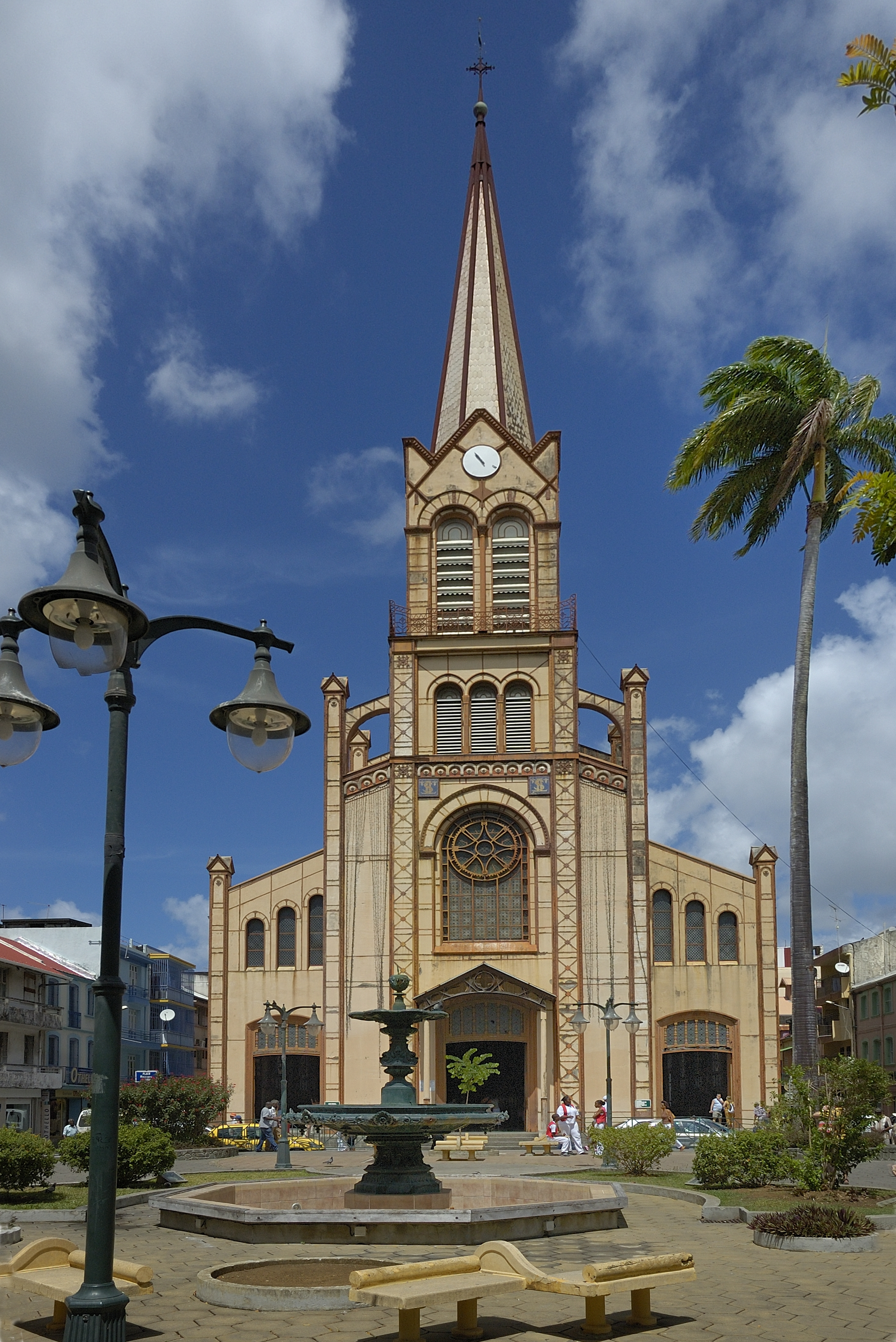
كاتدرائية القديس لويس في فور دو فرانس.

تعد المسيحية الديانة السائدة في مارتينيك، وفقاً لتقديرات مركز بيو للأبحاث عام 2010 حوالي 96.5% من السكان من المسيحيين، ويعتنق أغلب سكان مارتينيك المسيحية دينًا على المذهب الروماني الكاثوليكي (95%)، من ثم البروتستانتية الانجيلية. ويتبع كاثوليك البلاد أسقفية فورت دي فرانس سانت بيير، وهي أيضًا عضو في مؤتمر الأساقفة في جزر الأنتيل.
بسبب وجود عدد قليل من الكهنة الكاثوليك في جزر الأنتيل الفرنسية، كان العديد من المستوطنين الفرنسيين الأوائل هم من الهوغونوتيون والذين كانوا يبحثون عن حرية دينية أكبر مما يمكن أن يختبروه في فرنسا. وكانوا صناعيين جداً وأصبحوا مزدهرين جداً، وعلى الرغم من أن المراسيم الصادرة من بلاط الملك لويس الرابع عشر جاءت إلى الجزر لقمع «الزنادقة» البروتستانت، إلا أن سلطات الجزيرة تجاهلت هذه الأغلبية حتى صدور مرسوم لويس الرابع عشر بالإلغاء في عام 1685. وبما أن العديد من المزارعين في المارتينيك كانوا من الهوغونوتيون، والذين كانوا يشاركون في المعاناة تحت القيود الصارمة للإلغاء، والتالي بدأوا يخططون للهجرة من مارتينيك مع العديد من إخوانهم البروتستانت الذين وصلوا حديثًا. وقد شجع ذلك إخوانهم الكاثوليك الكثير منهم على التطلع إلى مغادرة البروتستانت والإستيلاء على ممتلكات البروتستانت. بحلول عام 1688، هرب معظم السكان البروتستانت الفرنسيين من مارتينيك إلى المستعمرات الأمريكية البريطانية أو الدول البروتستانتية.